# Самусенко, Павел Дмитриевич
Па́вел Дми́триевич Самусе́нко (род. 9 августа 2001, Полярные Зори, Мурманская область) — российский пловец. Специализируется на коротких дистанциях. Чемпион мира на короткой воде, серебряный призёр чемпионата мира на дистанции 50 метров на спине, призёр чемпионата Европы. Заслуженный мастер спорта.

## Биография
Родился 9 августа 2001 года в Полярных Зорях, где и проживает. Является выходцем из ДЮСШ «Полярные Зори» (тренер Оксана Заднепровская). В настоящее время тренеруется у Екатерины Лебедик.
Выпускник Мурманского государственного техническомго университета (МГТУ).

### Карьера

#### 2021
В 2021 году участвовал в чемпионате мира на короткой воде, выиграл золото в эстафете 4x50 метров и бронзу в эстафете 4×100 метров.
В том же году на чемпионате Европы завоевал ещё 2 медали в эстафетах 4×50 метров.

#### 2023
В апреле 2023 года на чемпионате России выиграл серебряную медаль в эстафете 4×50 м и бронзовую медаль в смешанной эстафете. Позже выиграл серебряную и бронзовую медали в двух 50-метровках (на спине и вольным стилем) на Кубке России.

#### 2024
В феврале 2024 года принял участие в этапе Кубок России по плаванию, завоевав три бронзовые медали в личных зачётах: 50-метровка вольным стилем, 50-метровка на спине и 100-метровка баттерфляем.

## Международные соревнования
| Год  | Событие                           | Место проведения  | Результат | Дисциплина                                  |
| ---- | --------------------------------- | ----------------- | --------- | ------------------------------------------- |
| 2021 | Чемпионат мира на короткой воде   | Абу-Даби, ОАЭ     | 1         | Эстафета 4×50 м (комбинированная)           |
| 2021 | Чемпионат мира на короткой воде   | Абу-Даби, ОАЭ     | 3         | Эстафета 4×100 м (комбинированная)          |
| 2021 | Чемпионат мира на короткой воде   | Абу-Даби, ОАЭ     | 4-е       | 50 м (спина)                                |
| 2021 | Чемпионат мира на короткой воде   | Абу-Даби, ОАЭ     | 4-е       | 100 м (спина)                               |
| 2021 | Чемпионат Европы на короткой воде | Казань, Россия    | 2         | Эстафета 4×50 м (комбинированная)           |
| 2021 | Чемпионат Европы на короткой воде | Казань, Россия    | 3         | Смешанная эстафета 4×50 м (комбинированная) |
| 2021 | Чемпионат Европы на короткой воде | Казань, Россия    | 4-е       | 50 м (спина)                                |
| 2021 | Чемпионат Европы на короткой воде | Казань, Россия    | 4-е       | 100 м (спина)                               |
| 2024 | Чемпионат мира на короткой воде   | Будапешт, Венгрия | 1         | Смешанная эстафета 4×50 м (комбинированная) |